# Ордановський Георгій Володимирович
Георгій Володимирович Ордановський (2 жовтня 1953, Ленінград, нині Санкт-Петербург — поч. 1984) — талановитий автор, гітарист, вокаліст і радянський рок-музикант, який став основним автором пісень і лідером групи «Росіяни» — однієї з перших радянських рок-груп. Свій перший концерт гурт «Росіяни» провів 27 квітня 1969 року в ленінградському кафе «Еврика».  

## Біографія
Георгій Ордановський вперше взяв гітару в руки в 13-річному віці під впливом The Beatles і незабаром вступив до музичної школи. У 1970 році написав свою першу пісню російською мовою під назвою «Боги». З 1971 по 1983 роки написав понад сто пісень.
У 1971 році прийшов в колектив «Росіяни» як автор, гітарист і вокаліст.
До кінця 1974 року в репертуарі «Росіян» став переважати матеріал Ордановского. Своєрідний поетичний лад його пісень, безсумнівний мелодійний дар і ефектна сценічна подача допомогли йому стати лідером «Росіян» і однією з найбільш впливових фігур на рок-сцені міста, а самі ці пісні, нерідко побудовані як притчі або байки — з несподіваною і ударної кінцівкою — допомогли зробити ім'я групі.
У 1979 році Рудольф Фукс (перший «імпресаріо» знаменитого підпільного співака Аркадія Північного) організовує виступ Аркадія Сєвєрного з Георгієм Ордановським і рок-групою «Росіяни» (запис не зберігся).
21 лютого 1981 року «Росіяни» в числі перших восьми груп прослуховувались в ряди новостворюваного Ленінградського рок-клубу, а 7 березня разом з «Пикник», «Міфами» і «Дзеркалом» взяли участь в його відкритті. У травні вони виступили на Міжнародному Фестивалі Політичної Пісні у Вільнюсі, після повернення з Прибалтики встигли на закриття першого клубного сезону. У вересні група три дні поспіль грала в Центральному парку культури і відпочинку імені С. М. Кірова, збираючи натовпи ленінградських хіппанів, а в жовтні ще раз зірвала оплески москвичів, граючи на апаратурі «Dynaccord», люб'язно наданій їм Олександром Градським.
В перший період історії Рок-клубу, з 1981 по 1983 роки, «Росіяни» були якщо не найсильнішою, то найпопулярнішою і улюбленою в народі групою Ленінграду — своєю стихійною експресією, магічною чарівністю концертного дійства, духом, котрий не знає заборон вольниці вони перевершували і метрів, і честолюбних дебютантів. Ордановський швидко прогресував як автор пісень, а його кращі номери — «Буде день» («Хто не з нами, той проти нас»), «Хай допоможе нам рок!», «Кривавий дощ», «Горе дневі тому!», «Канарки», «Карусель», «Придорожній лопух», «Про гидоти» і т. п. - стали класикою ленінградського року і звучать актуально навіть через роки.
У квітні 1982 року «Росіяни» вдруге відвідали Литву, зігравши на четвертому (і, як виявилося, останньому) фестивалі «Opus 82». 29 травня вони зі скандалом виступили в Літньому Театрі ленінградського ЦПКіВ — слухаючи «Росіян», публіка розгулялася настільки, що перелякана адміністрація викликала міліцію, і мало не половина залу була заарештована прямо на виході.
Самих «Росіян» репресії, на щастя, майже не торкнулися. Вони давали концерти в Ленінграді, їздили в Естонію і знову в Москву, записали на радіо пару своїх пісень і готували нову програму.
14 травня 1983 «Росіяни» зіграли на I Фестивалі Ленінградського рок-клубу і розділили третє місце з «Пикник», «Тамбурин» і «Дивними Іграми» («за принциповість у реалізації ідей рок-музики»).
Влітку «Росіяни» недовго грали на танцях в Токсово, а в липні дали свій останній концерт на рок-фестивалі у Виборзі. В середині літа «Росіяни» усамітнилися на своїй репетиційній базі і протягом п'яти місяців докладно готували нову програму з нових для публіки пісень Жори. Прем'єра була намічена на 19 лютого 1984 року, але відбутися їй не судилося.

### Зниклий безвісти
13 січня 1984 Георгій Ордановський разом з друзями поїхав за місто відзначати Старий Новий рік, де пропав безвісти в районі селища Семріно. «Росіяни» не змогли перенести цю втрату, і група розпалася.

### Оголошення померлим
Перший час друзі і шанувальники сподівалися, що Ордановський з'явиться — дехто стверджував, що бачив його або отримував від нього якісь звістки. Але з роками стало ясно, що він пішов з цього життя — по своїй або ж по чужій волі. 10 травня 2001 Федеральний суд Красносільського району Санкт-Петербурга виніс рішення про визнання Георгія Ордановського померлим, але факт його смерті досі не доведений.

## Пам'ять
Перший «Меморіал Росіян» пройшов у Ленінграді в 1987 році. Другий — в січні 1988 року в БК Залізничників. Наприкінці квітня 1990 року в петербурзькому СКК було проведено наймасштабніший концерт пам'яті Георгія Ордановського, організований музикантами групи «Пикник», за участю друзів Ордановського — Майка Науменко, Володимира Рекшана, Юрія Шевчука, групи «Міфи» та ін. Останній на сьогодні меморіал відбувся у вересні 1999 року в БК ім. рос. Ленсовета, коли при великому скупченні народу було відзначено тридцятиріччя легендарної групи.

## Фільми про Ордановського
- (рос.)2013 — «Вспоминая Жору Ордановского», документальный фильм (режиссёр Дмитрий Фетисов)

## Участь у фестивалях
- 1981 рік, березень — відкриття Ленінградського рок-клубу
- 1981 рік, травень — фестиваль політичної пісні у Вільнюсі
- 1982 рік, квітень — фестиваль «Opus 82», Вільнюс
- 1983 рік, травень — I фестиваль Ленінградського рок-клубу (3 місце)
- 1983 рік, липень — рок-фестиваль у Виборзі

## Статті по темі
- А. К. Троицкий. Рок в СССР. М., 1991. — с. 122
- Сторінка пам'яті Георгія Ордановського
- Біографія групи «Росіяни»
- Творча спадщина Г. Ордановського (перелік виконаних пісень на концертах)
- Інтерв'ю Г. Ордановського журналу «Роксі»
- «Кінець глави» — стаття про «Меморіал Ордановского» в СКК (1990)
- Сайт фестивалю «Вікна відкрий»
- Протиставлення суспільству як творчий метод Георгія Ордановського